# Hawa Keita
Pour les articles homonymes, voir Keita.
Hawa Keita née à Conakry, est une entrepreneuse et une reine de beauté guinéenne.
Elle est élue 2e dauphine Miss Guinée 2016 et 2e dauphine à Miss Naïades du Bénin de la même année,.
Fondatrice et gérante de l'agence First Class Services depuis 2017.

## Biographie

### Enfance, formations et débuts
Hawa Keita est née et grandit à Conakry. Elle fréquente le groupe scolaire Le Niger à Petit Simbaya et Elhadj Oumar Diané 2 où elle a eu son examen d’entrée en 7e. Elle y fait une partie de son collège avant de rejoindre le collège Hadja Habibata Tounkara où elle décroche en 2009 le BEPC. Elle y a fait tout son lycée et obtient son baccalauréat en 2012 en sciences sociales.
Entre 2012 et 2016, elle fait des études de droit à l'université Kofi-Annan (UKAG) et obtient une licence en relations internationales.

## Carrière de Miss

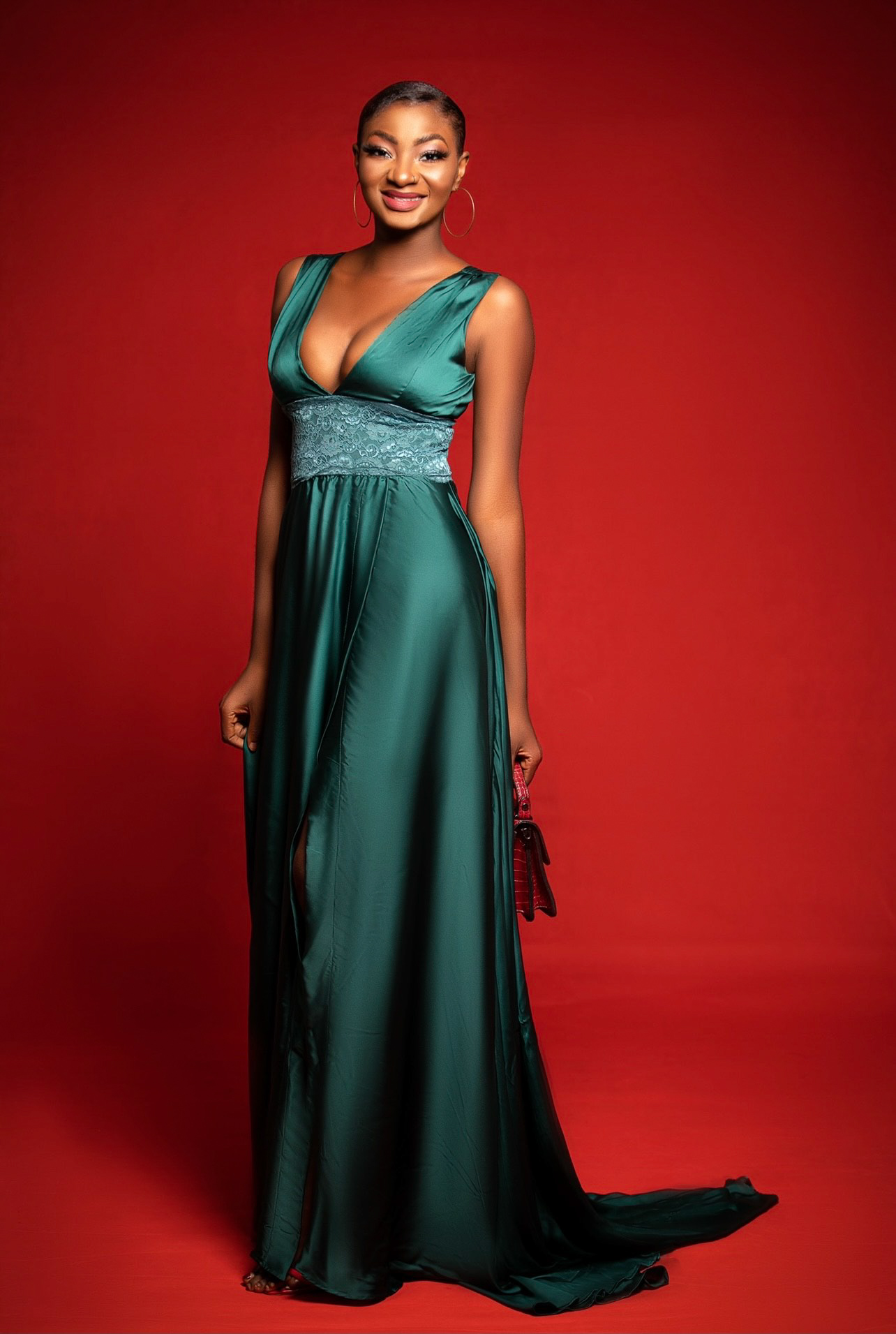

Pendant son cursus de licence à l'UKAG, Hawa Keita est élue deuxième dauphine Miss Crisber en 2013.
Successivement elle participe à Miss Koffi, à Miss Evasion, au concours de Miss University en 2014, avant de se présenter pour la première fois à Miss Guinée en 2015, ensuite en 2016 où elle sort avec la couronne de deuxième dauphine Miss Guinée.
La même année, elle représenté la Guinée à Miss Naïades au Bénin d'où elle revient avec la couronne de 2e dauphine.
Parallèlement, Hawa était mannequin dans le groupement des stylistes et modélistes de Guinée et parfois freelance.

## Parcours professionnel
Après l’université, Hawa Keita fait des stages notamment à l'office guinéen de publicité en 2016 pendant six mois et signe un contrat jusqu'en 2017. Elle quitte l’OGP pour la Guinéenne Des Jeux (GDJ) pendeant huit mois.
En 2017, elle decide de créer First Class Services qui évolue dans l’accueil, l’évènementiel et de la décoration et parallèlement elle travaille à la cellule de communication du président Alpha Condé en tant que community manager.
Hawa Keita est chargée d’études au centre de promotion du développement minier au ministère des Mines.
Hawa Keita a été aussi animatrice web TV à la 224 Minutes, puis assistante de direction à ASB Construction.

### Activiste
Hawa Keita est la présidente fondatrice de l’ONG Centre de promotion et de protection des droits des femmes (CPDF).